# Skalenka poléhavá
Skalenka poléhavá (Kalmia procumbens, syn. Loiseleuria procumbens) je rostlina z čeledi vřesovcovité. Je to vytrvalý stálezelený keřík nízkého vzrůstu. Byla nazvána po francouzském botanikovi Jean Louis Auguste Loiseleur-Deslongchamps (1774-1849). Tento druh se vyvinul zřejmě již v třetihorách. Dříve byla řazena do samostatného rodu Loiseleuria, v současné taxonomii je zařazena do rodu Kalmia (mamota).

## Popis
V horských vřesovištích tvoří stálezelený, nízký pokryv. Rozkladité keříky jsou hustě větvené, mohou dorůstat výšky asi 40 cm, ale většinou bývají nižší (3 cm). Neopadavé listy jsou jednoduché, kožovité, ztlustlé. Listová čepel je 4-8 mm dlouhá a 1-2,5 mm široká. Okraj listů je naspodu podvinutý téměř až k středu listu. Řapík je 1 až 2,5 mm dlouhý.

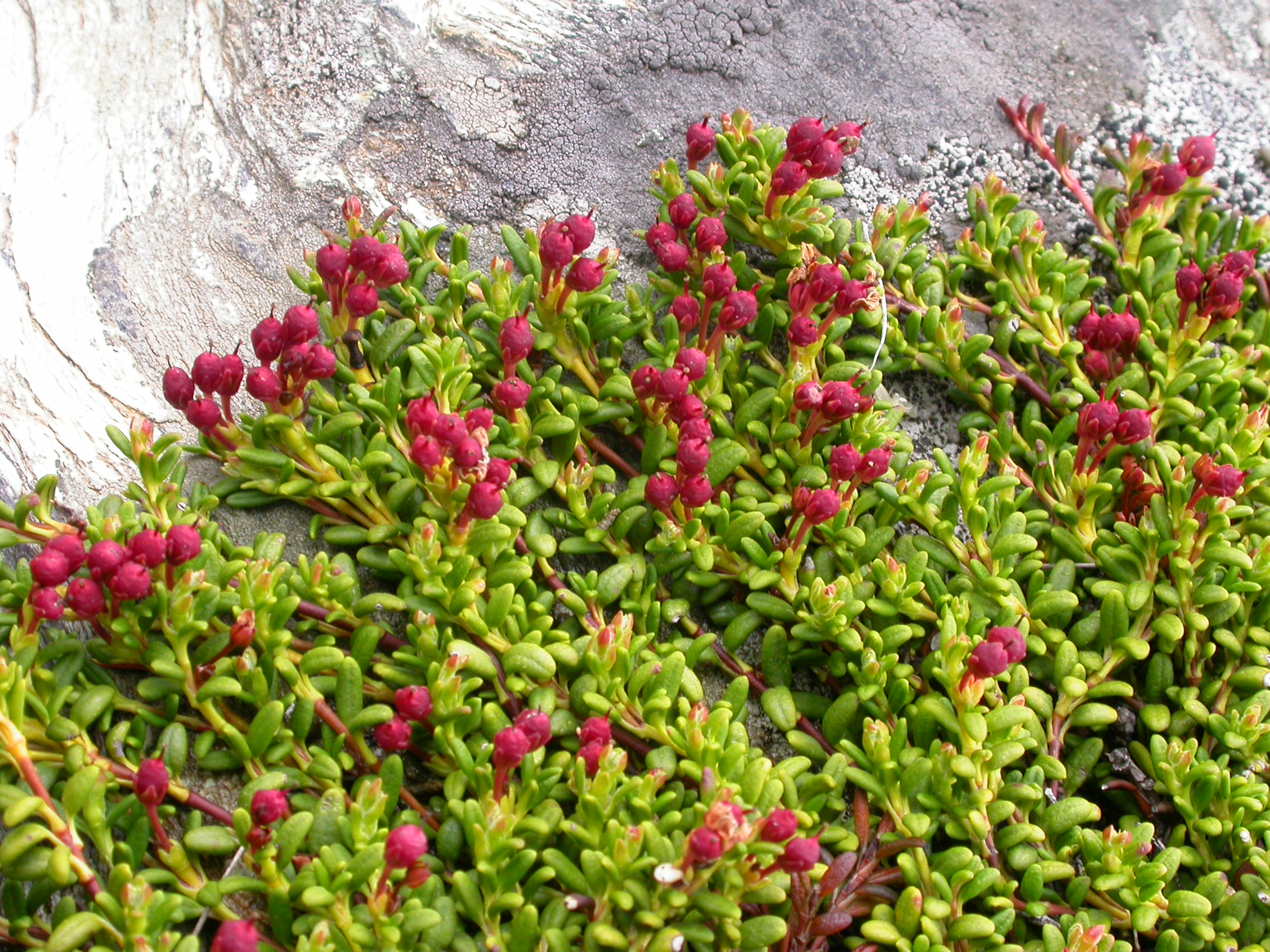
Skalenka

Krátce řapíkaté květy jsou jednotlivé nebo v nečetných květenstvích, na vrchol květenství je na pobočce končí. Malé, pětičetné květy mají průměr asi 6 mm. Pět 2-2,5 mm dlouhých kališních lístků je na základu srostlých. Květ tvoří zvonkovitou korunu, která po odkvětu opadá. Barva bývá růžová až tmavě červená. 6-9 mm dlouhých korunních lístků je srostlých. Prašníky jsou bez přívěsků, otevírají se podélně celé, jsou nejdříve načervenalé a později žluté. Tyčinek je pět, jsou kratší než koruna, bývají mezi korunními plátky. Semeník je svrchní.
Kvete od května do července. Plody dozrávají až rok po odkvětu.
Plody jsou 3,5-4 mm dlouhé a 2,5-3 mm široké, 2-3 pouzdré, kulovité a načervenalé, tobolky, pukavé, pětičetné. Hnědá nebo žlutá semena jsou 0,4 až 0,6 mm dlouhá s hladkým povrchem.
Skalenky mohou dosahovat vysokého věku, 56-rok-starý výhony o průměru pouhých 7,6 mm mají letokruhy o šířce až 0,07 mm. Skalenka roste ve vrstvě humusu, kterou si sama tvoří. Vrstva může být od 35 cm do 1 m silná.
Rostlina je jedovatá.

## Ekologie

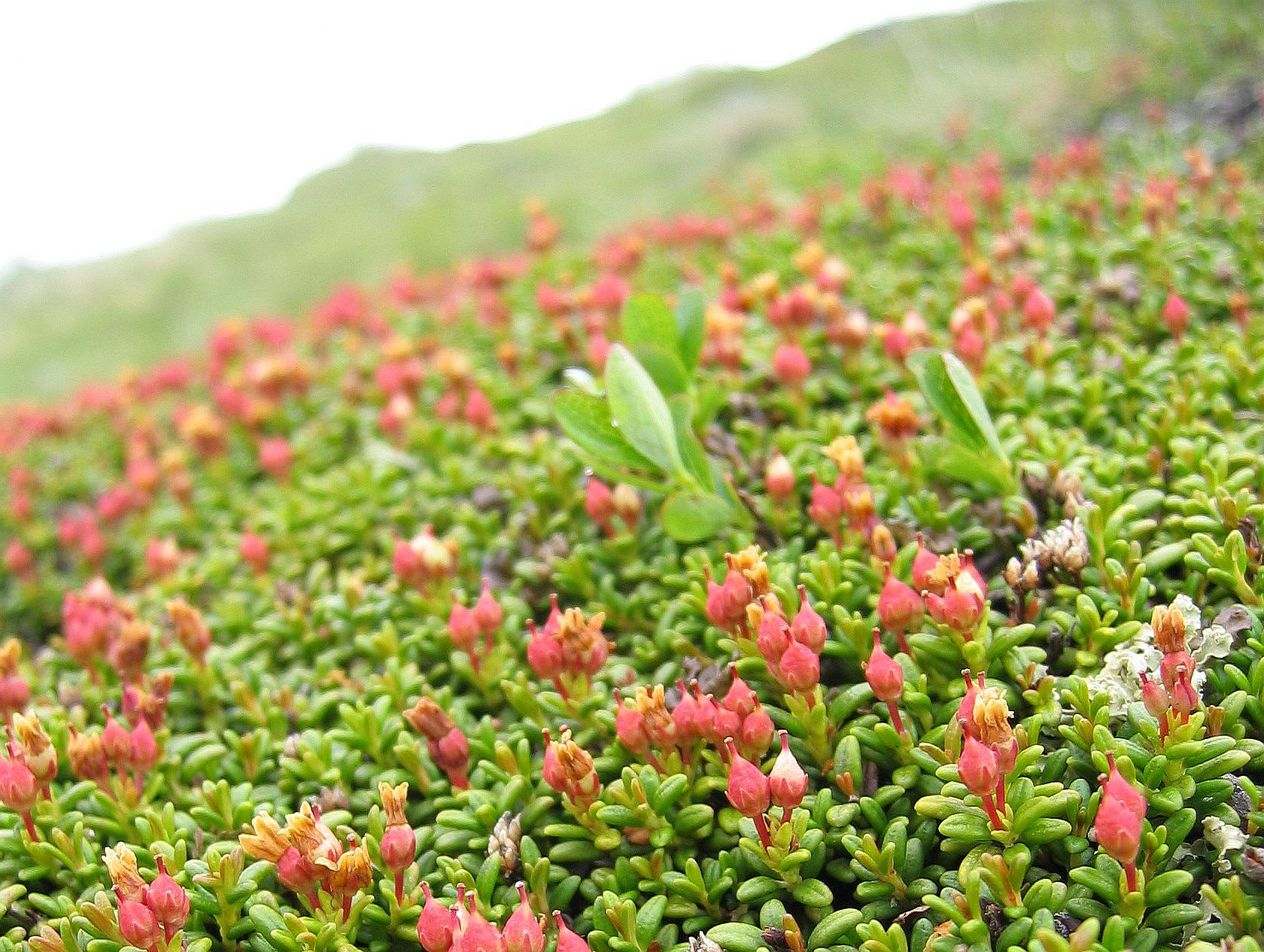
Plody se tvoří rok po odkvětu

Skalenka je extrémně odolná vůči suchu, větru a mrazu. Snese i silně větrné polohy, vítr 40 m / s, teploty od -30 °C a až +50 °C bez poškození a dokonce i zvýšené sluneční záření. Rostliny více produkují antokyany, které fungují jako opalovací krém, takže listy zčervenají. Dokáže přežít i teplotu –40 °C.
Vodu může zadržovat prostřednictvím listů. Na spodní straně se nachází podél středního žebra mělké drážky k průduchům. Je pro ni důležitá voda v zimě z dočasně tajícího sněhu.
Velké množství uloženého tuku (11 % sušiny) slouží k vyrovnání respirační ztráty (zásoba energie) během suchého, nebo zimního období. Listy skalenek jsou v zimě zdrojem energeticky bohaté potravy pro kamzíky, alpské kozorožce, některé ptáky (Lagopus muta) a zajíce běláky.
Skalenka žije v symbióze s kořenovými houbami.

## Výskyt
V ČR se nevyskytuje, v Tatrách ji najdeme na posledních třech lokalitách.
Oblast rozšíření sahá od Alp, přes hory v Střední Evropě (Tatry) po arktické kraje Eurasie a Ameriky. Na severní polokouli je její rozšíření cirkumpolární.
Fosilní zbytky ukazují, že tento druh zřejmě migroval teprve po poslední době ledové z Ameriky do Grónska a Skotska, z Alp do Arktidy a na východ Asie.
Skalenka roste na horských svazích vysoko nad pásmem stromů (od cca 1600 m n. m.) v pásmu takzvaných trpasličích keřů ve výškách 3 000 m n. m. Často jsou její porosty rozšířeny na místech s kyselou půdou. Jsou to zejména stanoviště jako exponované hřebeny a silně návětrná místa, na jejichž podmínky je dobře přizpůsobena a konkurenční druhy rostlin ji zde nemohou ohrozit.

### Fytocenologie
Podle skalenky je v fytocenologii nazvána skupina alpských rostlin, Loiseleurieten (větrem hnané). V závislosti na nadmořské výšce byla popsána různá společenství Loiseleurietum. V některých takových společenstvech, např. Loiseleurio-Cetrarietum, jsou zastoupeny mnohé lišejníky, jako je pukléřka islandská (Cetraria islandica) nebo vousatec žlutozelený (Alectoria ochroleuca).
Kromě skalenky jsou pro tyto druhy v oblasti větrných vřesovištních společenstev typické rostliny jako brusinka (Vaccinium gaultherioides), šicha (Empetrum hermaphroditum), klikva (Vaccinium vitis -idaea), sítina trojklaná (Juncus trifidus).

## Pěstování
Vysazujeme ji do štěrbin mezi kameny, do rašeliny a počítáme s tím, že se rozprostře kobercovitě do stran.
Informací o pěstování skalenky není mnoho a doporučení pěstitelů se někdy různí. Přestože není snadné ji získat a její pěstování je obtížné, zahrádkáři ji doporučují jako náhradu trávníku. Skalenka je ovšem velmi náročná na podmínky, pěstuje se na skalce v trvale zamokřeném rašeliništi

a zpravidla není pěstována ani jako sbírková rostlina. Podle autora, který článek s několika větami o pěstování skalenky zveřejnil i v známém časopise Zahrádkář, ji lze také pěstovat ve vápenitém slatinném humusu, což si sice ostře protiřečí s nároky skalenky (vyžaduje acidickou půdu) a všemi ostatními doporučeními, ale i vřesovec, patřící do stejné čeledi vyžaduje kyselou, nebo vápenitou půdu (podle výskytu).
Skalenka podle téhož zdroje na zimu vyžaduje kryt (přestože je v přírodě odolná proti suchu, větru, slunci, pěstuje se v rašeliništi). Jiný zdroj doporučuje vysévat na jaře (v našich podmínkách má semena), řízkovat z nekvetoucích větviček v červnu až v červenci, snadnější, méně vydatný způsob je hřížení výhonů v dubnu. Jiní pěstitelé doporučují přistínění v létě a řízkování pozdě v létě. 
Zejména však chránit rostliny před poledním sluncem a současně zabezpečit stálou vláhu.

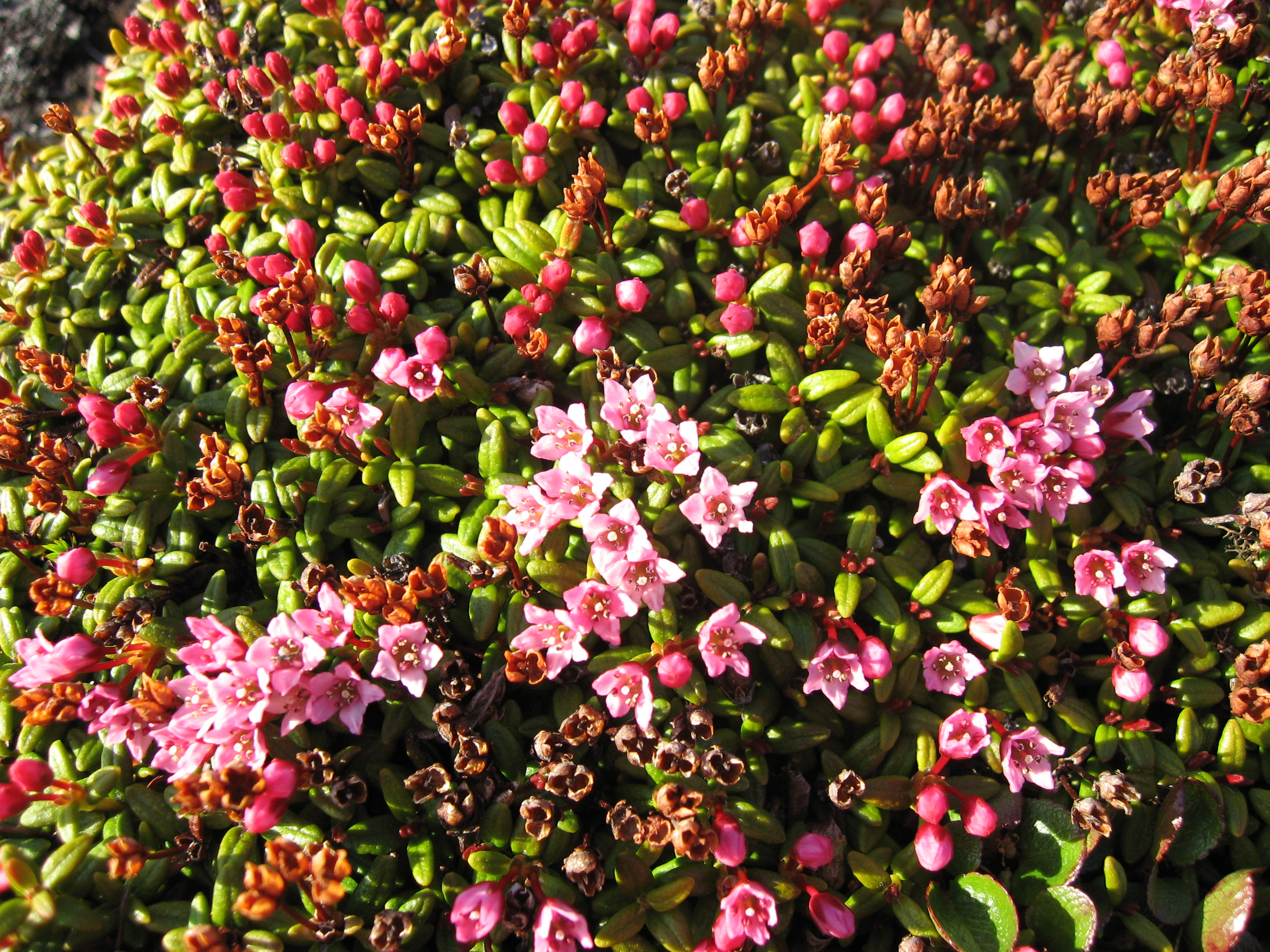
Skalenka v Upernavik, Grónsko.

.

## Ohrožení
Skalenka je na Slovensku blízko vyhubení, je zde kriticky ohrožená. Ohrožená je také v Alpách.